# Love Beach
Love Beach — сьомий студійний альбом англійської групи Emerson, Lake & Palmer, який вийшов 18 листопада 1978 року.

## Композиції
1. All I Want Is You — 3:10
2. Love Beach — 2:46
3. Taste of My Love — 3:33
4. The Gambler — 3:23
5. For You — 4:28
6. Canario (From Fantasia para un Gentilhombre) — 4:00
7. Memoirs of an Officer and a Gentleman — 19:45

- Prologue / The Education of a Gentleman — 5:24
- Love at First Sight — 5:10
- Letters from the Front — 5:37
- Honourable Company (A March) — 3:34

## Учасники запису
- Кіт Емерсон — орган, синтезатор, фортепіано, челеста, клавішні, орган Гаммонда, синтезатор Муґа
- Ґреґ Лейк — акустична гітара, бас-гітара, електрогітара, вокал
- Карл Палмер — перкусія, ударні